# Medlitz
Medlitz ist ein Gemeindeteil des Marktes Rattelsdorf im oberfränkischen Landkreis Bamberg in Bayern.

## Lage
Das Pfarrdorf Medlitz liegt an der Bundesstraße 4, vier Kilometer nördlich von Rattelsdorf. Durch den Ort verläuft der Fränkische Marienweg.

## Geschichte
Im Jahr 1057 wurde Medlitz mit dem Namen „Metilici“ zusammen mit dem dortigen Zentgericht des Bistums Würzburg genannt. Wahrscheinlich wurde das Dorf in einem Seitental der Itz von Slawen gegründet. Der Kreuzbach, auch Kreuzerbach genannt, teilte den Ort im Mittelalter in einen Bamberger (zum Kloster Michelsberg gehörend) und einen Würzburger (zum Bistum gehörenden) Teil.
Am 1. Juli 1972 wurde die Gemeinde Medlitz, bis dahin zum Landkreis Staffelstein gehörig, mit den Gemeindeteilen Speiersberg und Hilkersdorf im Zuge der Gebietsreform in Bayern in den Markt Rattelsdorf eingemeindet; gleichzeitig kam der Ort zum Landkreis Bamberg.

## Religion
Der überwiegende Teil der Bevölkerung ist römisch-katholisch.

## Sehenswertes

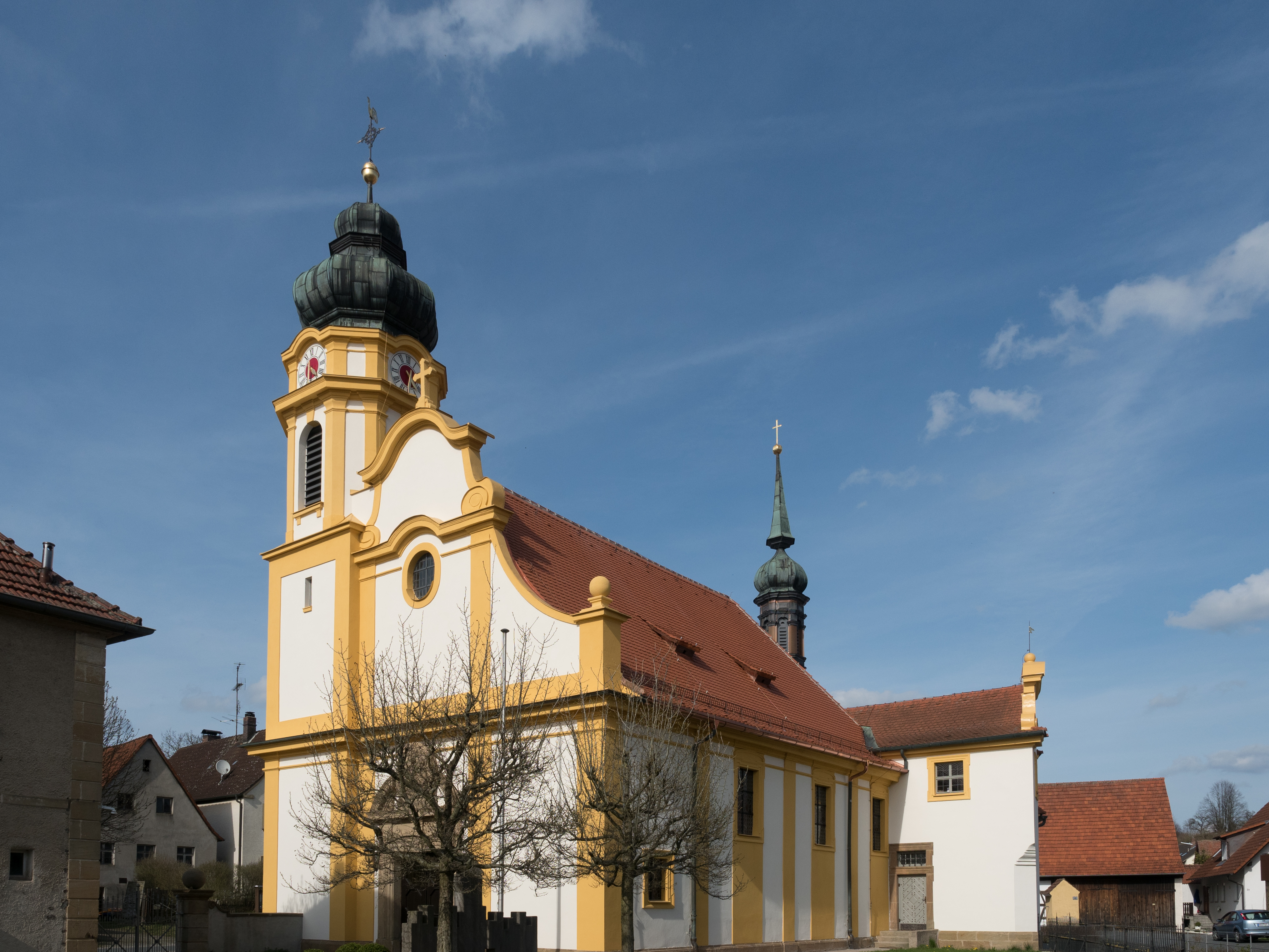
Kuratiekirche Mariae Himmelfahrt

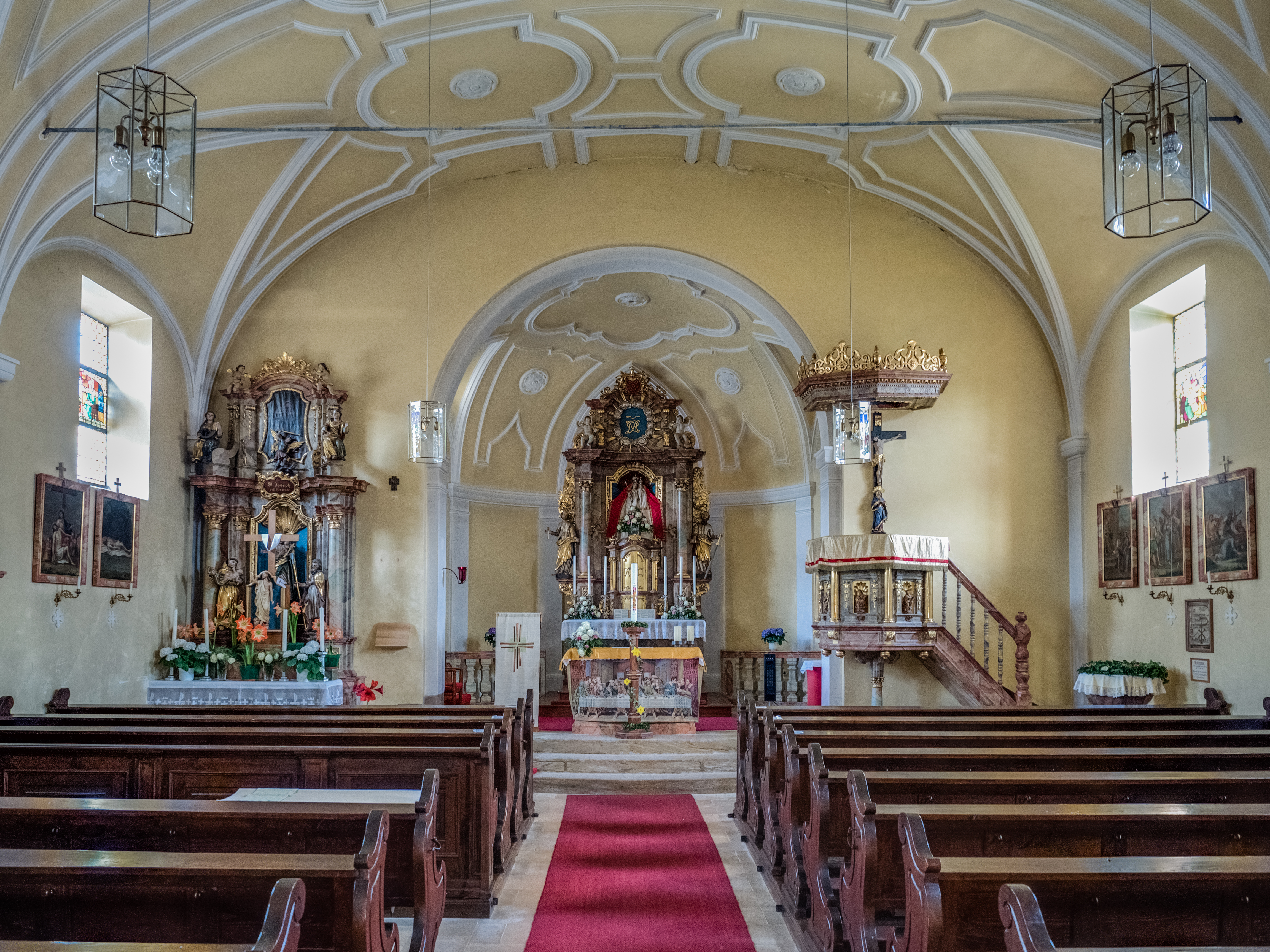
Kuratiekirche Mariae Himmelfahrt

In der Liste der Baudenkmäler in Rattelsdorf sind für Medlitz zwölf Baudenkmäler aufgeführt, darunter:
- Kuratiekirche, die 1914 nach Plänen von Otto Schulz (1877–1960) im Neo-Barock-Stil erbaut wurde, mit Dachreiter von 1739. In der Kirche befindet sich ein Muttergottesbild, das ab dem 18. Jahrhundert Anlass zu Wallfahrten gab.
- Steinerner Tisch aus dem 11. Jahrhundert (Standort: Am Friedhof)
- neugotische Kapelle von 1864 auf der Anhöhe, Satteldach mit Giebelreiter

## Wirtschaft
In Medlitz gab es bis zum Jahre 1986 die Brauerei Schwarzer Adler.

## Verkehr
Medlitz hatte vom 1. Oktober 1913 bis 28. September 1975 einen Haltepunkt an der Bahnstrecke Breitengüßbach–Dietersdorf.